# Forever (álbum de Spice Girls)
Forever es el tercer álbum de estudio del grupo de pop inglés, Spice Girls, lanzado el 2000. Es su primer disco sin Geri Halliwell (que se reunió con las Spice Girls en 2007 para la publicación de  Greatest Hits). El álbum produjo una enorme caída de ventas en comparación con sus dos primeros álbumes, pero también es debido a la falta de promoción, especialmente en los Estados Unidos, donde tiene la mayor cantidad de álbumes vendidos. También este fue el punto en que algunos dijeron que la Spice Mania comenzó a disiparse. A pesar de todo lo que sucedió Forever logró vender cinco millones de copias en todo el mundo y consiguió posicionarse en el número dos en el Reino Unido detrás del disco Coast to Coast de Westlife.

## Lista de canciones
1. «Holler» (Victoria Beckham, Melanie Brown, Emma Bunton, Melanie Chisholm, Rodney Jerkins, LaShawn Daniels, Fred Jerkins III) – 4:15
2. «Tell Me Why» (Beckham, Brown, Bunton, Jerkins, Daniels, Jerkins, Mischke Butler) – 4:13
3. «Let Love Lead the Way» (Beckham, Brown, Bunton, Chisholm, Jerkins, Daniels, Jerkins, Harvey Mason, Jr.) – 4:57
4. «Right Back at Ya» (Beckham, Brown, Bunton, Chisholm, Eliot Kennedy, Tim Lever) – 4:09
5. «Get Down with Me» (Beckham, Brown, Bunton, Jerkins, Daniels, Jerkins, Butler, Robert Smith) – 3:45
6. «Wasting My Time» (Brown, Bunton, Chisholm, Daniels, Jerkins) – 4:13
7. «Weekend Love» (Beckham, Brown, Bunton, Chisholm, Jerkins, Daniels, Jerkins) – 4:04
8. «Time Goes By» (Beckham, Brown, Bunton, Chisholm, Jerkins, Daniels, Jerkins, Butler) – 4:51
9. «If You Wanna Have Some Fun» (Beckham, Brown, Bunton, Chisholm, James Harris III, Terry Lewis) – 5:25
10. «Oxygen» (Beckham, Brown, Bunton, Chisholm, Harris, Lewis) – 4:55
11. «Goodbye» (Beckham, Brown, Bunton, Chisholm, Richard Stannard, Matt Rowe) – 4:35

Algunas ediciones internacionales de Forever no incluyen "Goodbye".

## Promoción

### Sencillos
- «Goodbye» - 1998 - #1 UK
- «Holler» / «Let Love Lead the Way» - 2000 - #1 UK

### Sencillos cancelados
Varios sencillos previstos fueron cancelados antes de que salieran publicados. Sin embargo los sencillos promocionales de las canciones "Weekend Love", "If You Wanna Have Some Fun", y "Tell Me Why" aparecieron y se pusieron en circulación. "Weekend Love" iba a ser el segundo sencillo en los EE.UU. y Asia (quinto en el Reino Unido y tercero en Europa y Australia). Todos los sencillos promocionales de los Estados Unidos fueron cancelados por Virgin Records, sin embargo algunos sencillos se filtraron de la sala de prensa de EE.UU. de la compañía discográfica. La promoción más popular es un sencillo de Asia, que puede encontrarse esporádicamente en eBay. "If You Wanna Have Some Fun" se pensó como el segundo sencillo en el Reino Unido, EE.UU., Asia, Europa y Australia. Virgin Records realizó un vídeo musical promocional de varios conciertos de las chicas durante la gira Spiceworld Tour 98. Este vídeo fue creado como una publicación previa hasta que el video oficial fuese publicado. Sin embargo, el video oficial nunca surgió debido a la cancelación. "Tell Me Why" era el siguiente sencillo, uno de los más populares. La canción iba a ser presentada como el tercer sencillo en los EE.UU., Asia y el Reino Unido y el segundo sencillo en Europa y las regiones de Australia. Diversos remixes fueron proporcionados por distintos DJs como Thunderpuss y Jonathan Peters. El sencillo promocional de "Tell Me Why" sigue siendo accesible a través de acuerdos con coleccionistas y en tiendas de Internet. El sencillo incluso pasó a convertirse en un hit masivo. Quinientos competidores en Australia tuvieron la suerte de ganar una copia del sencillo.
| - UK: 1. «Goodbye» — lanzamiento 2. «Holler» / «Let Love Lead the Way» — lanzamiento 3. «If You Wanna Have Some Fun» 4. «Tell Me Why» 5. «Weekend Love» - Norte América/Asia: 1. «Goodbye» — lanzamiento 2. «Holler» — lanzamiento en Canadá/Asia, airplay en U.S. 3. «Let Love Lead the Way» — lanzamiento en Canadá/Asia 4. «Weekend Love» 5. «Tell Me Why» 6. «If You Wanna Have Some Fun» | - Europa/Australia 1. «Goodbye» — lanzamiento 2. «Holler» / «Let Love Lead the Way» — lanzamiento 3. «Tell Me Why» 4. «Weekend Love» 5. «If You Wanna Have Some Fun» - Latinoamérica 1. «Holler» 2. «Let Love Lead the Way» 3. «Tell Me Why» / «If You Wanna Have Some Fun» — «Tell Me Why» fue enviado a las estaciones de radio y "If You Wanna Have Some Fun" para salidas de vídeo al mismo tiempo. |

## Certificaciones, mejores posiciones y ventas
| País           | Posición | Certificación (si las hubiera) | Ventas   |
| -------------- | -------- | ------------------------------ | -------- |
| Australia      | 9        | Oro                            | 25,000+  |
| Austria        | 10       | Oro                            | 25,000+  |
| Bélgica        | 44       | Oro                            | 25,000+  |
| Brasil         | 1        | Oro                            | 100,000+ |
| Canadá         | 6        | 2x Platino                     | 200,000+ |
| Eurochart      | 5        |                                |          |
| Finlandia      | 24       |                                | 25,000+  |
| Francia        | 43       |                                | 25,000+  |
| Alemania       | 6        | Oro                            | 200,000+ |
| Hungría        | 20       |                                | 25,000+  |
| Italia         | 11       |                                | 25,000+  |
| Irlanda        | 15       |                                | 25,000+  |
| México         | 6        |                                | 50,000+  |
| Países Bajos   | 30       | Oro                            | 50,000+  |
| Nueva Zelanda  | 25       | Oro                            | 25,000+  |
| Noruega        | 26       |                                | 25,000+  |
| Filipinas      | 2        |                                | 25,000+  |
| Polonia        | 15       |                                | 25,000+  |
| Portugal       | 17       |                                | 50,000+  |
| Rusia          | 5        |                                | 100,00+  |
| Singapur       | 4        |                                | 50,000+  |
| España         | 26       | Oro                            | 100,000+ |
| Suecia         | 24       |                                | 100,000+ |
| Suiza          | 11       | Platino                        | 100,000+ |
| Reino Unido    | 2        | Platino                        | 300,000+ |
| Estados Unidos | 39       |                                | 300,000+ |

- Datos: Q1165773